# Asociación Atlética Banda Norte
La Asociación Atlética Banda Norte, también conocida por sus siglas AABN, es una entidad polideportiva argentina con sede en la ciudad de Río Cuarto, Córdoba.
Pese a su carácter polideportivo, que le lleva a tener secciones de disciplinas como el fútbol, el tenis o la gimnasia artística, su principal sección es la de básquet masculino, de carácter profesional y que compitió en el Torneo Nacional de Ascenso, la segunda competición en importancia del baloncesto argentino desde la temporada 2010/11 hasta el TNA 2013/14 inclusive. En julio del 2014 se dio a conocer su renuncia a participar del torneo alegando problemas económicos, sin embargo, unos meses después informó que logró solventar los problemas y con ello continuó en la divisional. Finalmente, en el receso del 2015 se dio su baja de manera definitiva de torneos nacionales.
Disputa sus encuentros como local en el pabellón homónimo, con capacidad para 1160 espectadores.

## Historia

### Temporadas en la Liga B
En la temporada 2005/06 de la Liga Cordobesa de Básquet, Banda Norte logró un segundo lugar, lo cual le permitió acceder a un cuadrangular para ascender al Primera Nacional "B", categoría en la cual había participado en cuatro ocasiones, 1985, 1986, 1987, 1988, cuando la misma era la segunda división nacional. En dicho cuadrangular, Banda Norte le ganó la final a Atalaya de Rosario por 86 a 72.
La temporada 2006/07 comenzó en octubre, donde "el lobo" participó en la zona centro norte contra Unión de Santa Fe, San Martín de Marcos Juárez, Alianza Juvenil Estudiantes de la misma ciudad, Almagro de Esperanza, Atlético Sastre y Brown de San Vicente. Tras la primera fase, y sin buenos resultados, Banda disputó la zona B2 Norte, zona en la cual se definían los descensos. El "lobo" finalizó arriba en la tabla y mantuvo la categoría.

### Primer Torneo del Interior
En el 2007, el "lobo" participó por primera vez del Torneo del Interior, donde integró la zona 15 y quedó eliminado, con siete puntos producto de 2 victorias, un empate y 3 derrotas.
En su segunda temporada en la "Liga B", el "lobo" terminó la primera fase primero de su grupo junto con Sportivo 9 de Julio de Río Tercero, ambos con 21 puntos y clasificó a la segunda fase, salvándose del descenso. En la zona "B1 Norte" finalizó tercero, obteniendo el pasaje a los play offs. En las semifinales se enfrentó a Sportivo 9 de Julio, al cual derrotó 3 a 1 en la serie, el último partido jugado en Río Cuarto. Tras esa victoria, se enfrentó a Oberá Tenis Club, equipo que finalizó mejor que "el lobo" y por ello tuvo ventaja de localía. El primer encuentro, jugado en Oberá, fue para los cordobeses, quienes ganaron 106 a 103 en dos tiempos suplementarios. El segundo fue para el cuadro misionero, y tras ello, la serie fue a Córdoba empatada en uno, allí el tercero fue para Banda y el cuarto fue para Oberá, con esto la serie se estiró a quinto y definitivo juego, en Misiones. En el estadio "Ernesto Gerhmann", Oberá arrancó ganando por 3 de diferencia, Banda lo dio vuelta en el segundo cuarto y se fue al entretiempo 2 arriba. El tercer cuarto también fue para el "lobo", que venció 60 a 56, pero en el último y definitivo, Oberá terminó ganando por 3 de diferencia y logró el ascenso al Torneo Nacional de Ascenso.
Para la temporada 2008/09, la tercera consecutiva en la categoría, el "lobo" tuvo una pretemporada en la cual se destacó un torneo amistoso ante otros equipos cordobeses, denominado "Los 4 de Córdoba", el cual se adjudicó al ganar los tres encuentros que disputó.
En la "Liga B" integró la zona Noroeste, donde finalizó en las primeras posiciones y clasificó a la zona B1 Norte, la cual definía los ascensos de la región norte del país. En esta segunda etapa, Banda Norte finalizó tercero, superado por 9 de Julio de Río Tercero por un punto y por Alvear de Villa Ángela por enfrentamientos, lo cual lo llevó a los cuartos de final de manera directa. En los cuartos de final, enfrentó a Estudiantes Concordia, con ventaja de localía, al cual derrotó en cinco partidos (77 - 74, 79 - 69, 69 - 71, 66 - 87, 82 - 66) y luego en semifinales a Alvear, sin ventaja de localía, y lo derrotó en cinco juegos (89 - 71, 90 - 76, 77 - 80, 78 - 75, 87 - 84) jugando el último y definitorio como visitante. Tras estos resultados, el "lobo" clasificó nuevamente a la final por el ascenso, en la cual enfrentó a 9 de Julio de Río Tercero, el mejor equipo de la fase regular. Los primeros dos encuentros fueron jugados en el Estadio José Albert, donde el cuadro local ganó 85 a 81 y 72 a 61, con lo cual viajó a Río Cuarto con ventaja 2 a 0. Banda Norte recibió a 9 de Julio con la necesidad de ganar para tener posibilidades del ascenso, sin embargo, cayó 77 a 86 y fue el elenco de Río Tercero quien ascendió.
Banda Norte encaró su cuarta temporada en la Primera Nacional "B" en la zona Noroeste, donde tuvo un arranque prometedor y estuvo invicto hasta la décima fecha, sin embargo terminó dentro de los primeros de su zona, clasificando por tercera vez consecutiva a la zona B1 norte. Esta vez no realizó un buen papel y quedó eliminado en cuartos de final.
En el 2010, el equipo de fútbol del "lobo" participó por segunda vez en el Torneo del Interior. Integró la zona 7 y sin buenos resultados quedó eliminado de la competencia en primera fase.

### Temporadas en el TNA
Ese mismo 2010, Banda Norte intercambia plazas con Alma Juniors de Esperanza y así accede al Torneo Nacional de Ascenso. Junto con el apoyo del municipio, el "lobo" tuvo que arreglar parte del estadio, cambiando la pintura de la cancha.
Para su primera temporada en la segunda división en su regreso, Banda Norte contrató al base Nicolás Lorenzo, al pívot Diego Brezzo, al alero Matías Cudos, al escolta Martín Ghirardi y al ala-pívot Sebastián Morales. El extranjero fue el ala-pívot Eric Williams quien había jugado en Alemania. Gastón Campana, Santiago Arese y Juan Pablo Martínez, fueron los únicos que continuaron en la institución. El técnico fue Fabián López.
El primer certamen que tuvo que afrontar fue la Copa Argentina 2010 ante 9 de Julio de Río Tercero. El elenco riocuartense cayó 63 - 78 como visitante y luego como local venció 83 a 76. El tercer y definitivo juego se jugó en Río Cuarto, donde el elenco visitante se impuso y avanzó de ronda.
Luego de la Copa Argentina, el "lobo" participó en la zona sur del TNA, donde finalizó quinto sobre ocho equipos y avanzó al TNA 2, para revalidar la categoría o acceder a un repechaje por el ascenso. En esta segunda etapa logró ubicarse segundo y accedió a la disputa del repechaje, donde se enfrentó a Oberá Tenis Club, equipo que lo eliminó de la competencia en cinco juegos.
En su segunda temporada en el TNA, Banda Norte contrató a Matías Cudos, Ricardo Centeno, Sebastián Festa, Juan Ignacio Mateo, Lisandro Villa y Asim Mc Queen, mientras que continuaron Santiago Arese, Juan Pablo Martínez, Gastón Campana; Fabián López continuó como técnico. Participó en la zona sur donde tuvo viajes largos, como a Trelew o Viedma, sin embargo, el equipo logró buenos resultados y avanzó al TNA 1 Sur, salvando la categoría nuevamente, y más cerca de lograr un ascenso. La segunda fase, sin embargo, no fue tan buena, y con siete derrotas en diez partidos quedó último de la zona, debiendo disputar una serie de octavos de final sin ventaja de localía. En tres partidos, y ante Alianza Viedma, "el lobo" quedó eliminado.
Antes de la siguiente temporada, Banda puso en duda su continuidad en la categoría. Alegando falta de apoyo económico por parte del estado. Más tarde confirmaría su participación. Tras renovar parte del plantel (Santiago Arese, Juan Pablo Martínez, Matías Cudos, Lisandro Villa) y contratar algunos refuerzos, como Fernando Tintarelli, también renovó con el director técnico Fabián López, el "lobo" tuvo una mala participación, perdiendo catorce de veinticuatro. Sin embargo, mantuvo la categoría y disputó los octavos de final, donde cayó ante Quilmes de Mar del Plata, equipo que más tarde terminó ascendiendo, en cinco partidos.
En el 2013, el equipo de fútbol de Banda Norte participó del Torneo del Interior, nuevamente. Formó parte del grupo 28, junto con Jorge Newbery de Villa Mercedes, San Martín de Vicuña Mackena y Aviador Origone de Villa Mercedes. Con 9 puntos producto de dos victorias, tres empates y una derrota, clasificó a la siguiente fase, donde se enfrentó a Ferro Carril Oeste de Intendente Alvear. Tras perder el primer partido por 1 a 0, ganó 3 a 2 como local y debieron definir por penales, donde "el lobo" ganó 5 a 3 y avanzó de fase, donde nuevamente se enfrentó a San Martín de Vicuña Mackenna, equipo que lo eliminó de la competencia con un global de 4 a 1.
Mientras tanto, en el básquet, la temporada 2013/14 del TNA vino con cambio de director técnico, Fabián López dejó el cargo y fue reemplazado por José Luis Pestuggia. Mauro Negri y Matías Cudos continuaron como jugadores. Esta temporada fue la mejor del equipo hasta la fecha, catorce ganados en veintiséis jugados en la primera fase, superando los octavos de final, y quedando eliminado en cuartos ante uno de los ascendidos, San Martín de Corrientes.
En el 2015 se emitió un comunicado donde se anunciaba el retiro de los torneos nacionales. Tras participar en cinco TNA de manera consecutiva, la comisión directiva.

Se ha tomado esta difícil decisión, entendiendo que aun contando con el esfuerzo y compromiso de todos, en esta etapa y momento, no están dadas las condiciones para llevar adelante el proceso que implica participar con la seriedad y responsabilidad que lo hemos hecho en todos estos años, asumiendo los grandes compromisos que insume la intervención en esta competencia, y al mismo tiempo cumplir con el deber para con todos los socios de seguir manteniendo el crecimiento institucional, sostener los proyectos y programas de las distintas disciplinas que componen nuestro deporte amateur y divisiones formativas de cada una de las disciplinas que se practican en la Institución, y mejorar la infraestructura necesaria para su desarrollo con miras al futuro.
Prensa Banda Norte.

### Básquet femenino a nivel nacional
El equipo femenino de Banda Norte participa, por primera vez de manera profesional, en el Torneo Federal Femenino de Básquetbol 2014, nuevo certamen nacional para clubes de básquet organizado por la Confederación Argentina de Básquetbol.

La idea del club era no jugar con refuerzos. Apostar a darle rodaje a las jugadoras del club, ya que es un grupo joven y con cierto potencial a futuro. Que se puedan medir con rivales de otra jerarquía basquetbolística. Creo que este torneo es el puntapié para darle crecimiento importantísimo al femenino de nuestro país. Jerarquizarlo. Además de darle la posibilidad a los entrenadores de la selección de ver jugadoras de todo el país
Santiago Turri, entrenador del equipo femenino.

Tras su participación nacional en 2014, donde quedó eliminado en la primera fase tras ganar tan solo dos de diez encuentros, participa nuevamente al año siguiente. El Federal Femenino de 2015 tuvo un nuevo formato, donde los equipos clasificaron mediante torneos regionales. Las chicas de Banda Norte integraron la zona tres que se disputó en Mar del Plata en los estadios de Peñarol y de Sporting. Tras perder los tres partidos quedaron últimas del grupo y eliminadas de la competencia.

## Jugadores y cuerpo técnico

### Cronología de entrenadores
Solo se incluyen entrenadores en torneos nacionales y desde la temporada 2006/07.
- Fabián López (2006/07-2012/13)
- José Luis Pestuggia (2013/14)

### Cuerpo técnico femenino
- Director técnico: Santiago Turri
- Asistente técnico: Adrián Manuel Ávila
- Preparador Físico: Matías Ferreyra
- Asistente estadístico: Sergio Ruffino
- Jefe de equipo: Ivana Farías
- Médica: Alejandra Rinaudo

## Datos del club
Datos referidos al básquetbol masculino, actividad principal del club.
- Temporadas en Primera división: ninguna
- Temporadas en Segunda división: 9
  - Liga "B": 4 (1985-1988)
    - Mejor puesto: 9.º (de 34 en 1987)
    - Peor puesto: 28.º (de 36 en 1986)

  - TNA: 5 (2010/11-2015/15)
    - Mejor puesto: cuartos de final (2013/14)
    - Peor puesto: reclasificación (2010/11) y octavos de final (2011/12, 2012/13)
- Temporadas en Tercera división:
  - Liga "B": 4 (2006/07-2008/09)
    - Mejor puesto: finalista

## Palmarés
- Fútbol
  - Liga Regional (7): 1975, 1983, 1984, 2005, 2008, 2009 y 2016